# The Golden Years
The Golden Years är ett samlingsalbum av Electric Banana Band och gavs ut 1993. Albumet innehåller hits inspelade mellan åren 1980 och 1986. 

## Låtlista
1. Electric Banana Band
2. Banana Bwana
3. Bonka Bonka
4. Flockrock
5. Ta lianen till kneget
6. Banankontakt av tredje graden
7. Livet i regnskogarna
8. Doans klang
9. Kung Lian
10. Alf Lundin
11. Det har gått troll i rock'n'roll
12. I huudet på en gris
13. Storstadsdjungeln
14. Olyckans sång
15. Singe-Linge-Lisco-Disco
16. Spanska klådan
17. Dum som en gås
18. Alla förstår mig utom min katt
19. Storebror
20. Pelikanen
21. Boogeli Booga
22. Zwampen